# Placodiscus pseudostipularis
Placodiscus pseudostipularis är en kinesträdsväxtart som beskrevs av Radlk. Placodiscus pseudostipularis ingår i släktet Placodiscus och familjen kinesträdsväxter. Inga underarter finns listade i Catalogue of Life.